# Praia de Guaratuba (Bertioga)

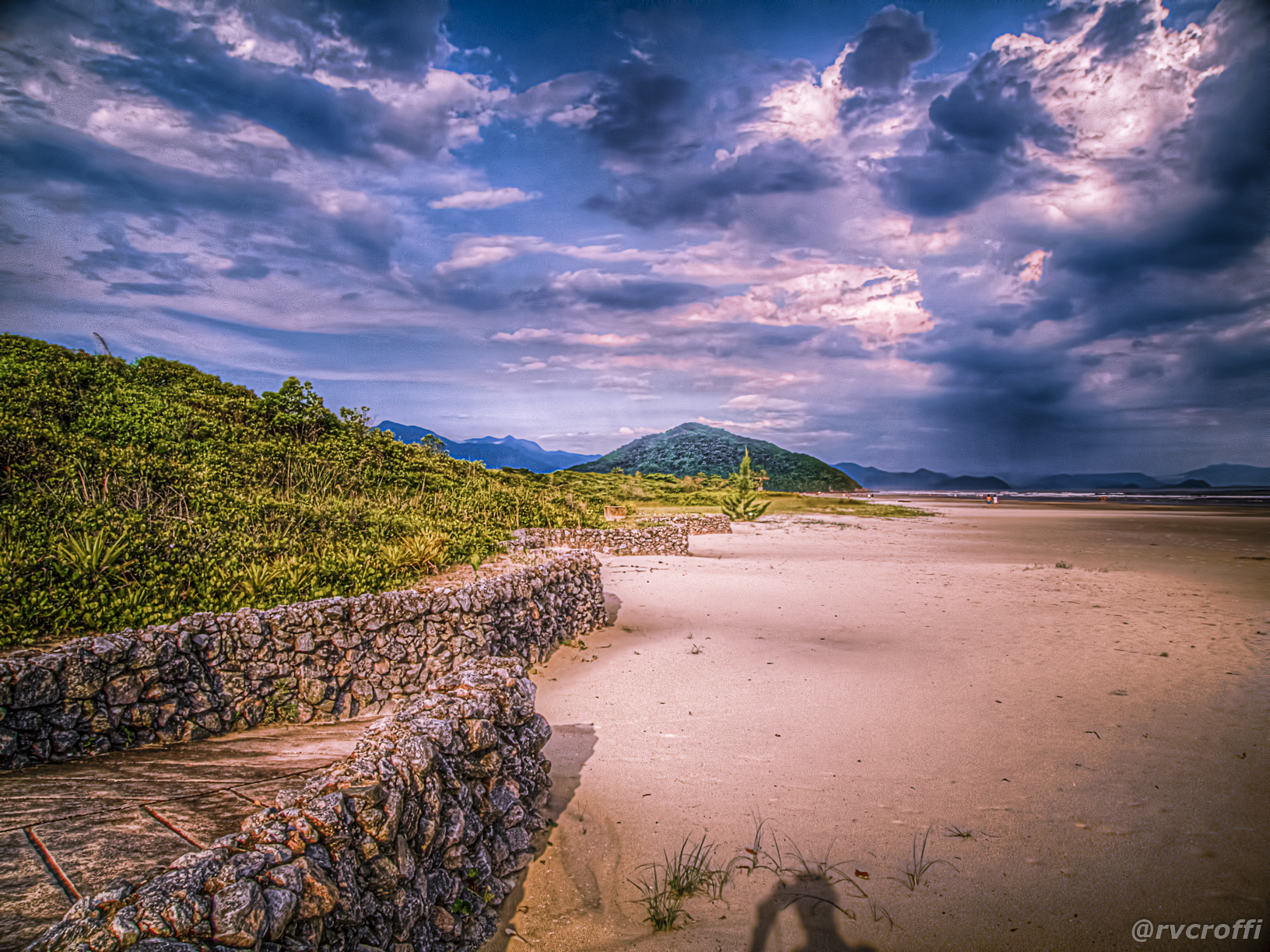
Entardecer na praia de Guaratuba

A Praia de Guaratuba fica no município de Bertioga possuindo 8 km de extensão, sendo delimitada pela foz do rio Guaratuba e pela Praia de Itaguaré (Bertioga) nos seus extemos, é circundada por muitos condomínios residenciais, possui larga faixa de areia compacta e acinzentada adequada para longas caminhadas e mar raso, agitado e com àgua cristalina sendo indicada para banho.